# Як козаки олімпійцями стали
«Як козаки́ олімпі́йцями ста́ли» (рос. Как казаки олимпийцами стали) — радянський анімаційний фільм 1978 року Творчого об'єднання художньої мультиплікації студії Київнаукфільм, п'ятий із серії режисера Володимира Дахна «Козаки».
Ця серія в дечому перегукується з мультфільмом «Енеїда» та пов'язана з античною міфологією.

## Сюжет
Біля гори Олімп йдуть безперервні війни між греками, якими керує Марс. Битви заважають Зевсу виспатися, тому він намагається їх припинити. Спершу він наслав на греків ніч і дощ, що спричинив потоп, але все марно. Він запалює люльку та пускає кільця диму, що за формою нагадують олімпійські. У Зевса з'являється ідея побудувати стадіон та організувати Олімпійські ігри. Проте Марс не припиняє підбурювати людей до воєн, тому Зевс ув'язнює його у царстві Аїда. Марс за допомогою Сізіфа рятується з ув'язнення та потрапляє через підземний хід до козаків.
У цей час Тур, Грай і Око дізналися про організацію Олімпійських ігор і розпочинають інтенсивну спортивну підготовку. Вони переслідують Марса до Греції та перемагають його в основних видах спорту. Наприкінці вони влаштовують на Олімпі боксерський ринг, де перемагають Марса. Зевс повертає бога війни в царство Аїда, а козаків нагороджує вінками олімпійських чемпіонів.

## Над фільмом працювали
- Автори сценарію: Володимир Дахно, Едуард Кірич;
- Режисер: Володимир Дахно;
- Художник-постановник: Едуард Кірич;
- Оператор: Анатолій Гаврилов;
- Редактор: Світлана Куценко;
- Композитор: Борис Буєвський;
- Звукооператор: Ігор Погон;
- Художники-мультиплікатори: Олександр Вікен, Ігор Бородавко, Ніна Чурилова, Адольф Педан, Олександр Лавров, Борис Храневич, Євген Сивокінь, Микола Бондар, Михайло Титов, Ельвіра Перетятько, Єфрем Пружанський;
- Асистенти: Олена Дьомкіна, А. Савчук, Ірина Сергєєва;
- Монтаж: О. Деряжна;
- Художник: А. Назаренко;
- Директор картини: Іван Мазепа.

## Нагороди
- 1979 — Бронзова медаль на Міжнародному фестивалі спортивних фільмів у Ленінграді.